# Rue Norvins
La rue Norvins est une rue de Paris située sur la butte Montmartre, dans le quartier de Clignancourt et le quartier des Grandes-Carrières du 18e arrondissement de Paris.

## Situation et accès
La rue relie la place du Tertre à l'avenue Junot. Elle longe la place Marcel-Aymé. Elle croise le haut de la rue Lepic et de la rue des Saules, la rue Girardon et la rue de l'Abreuvoir.
Ce site est desservi par la station de métro Lamarck - Caulaincourt.

## Origine du nom

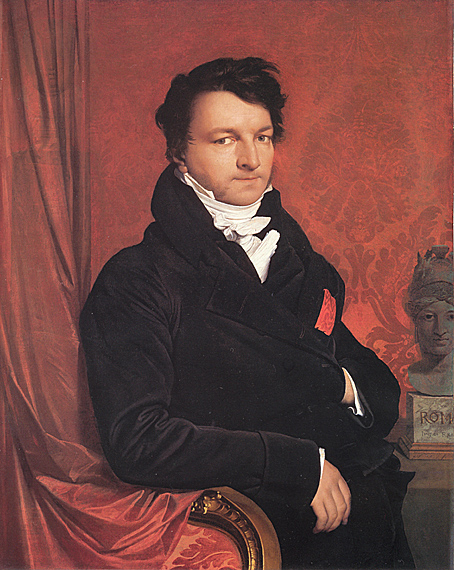
Jacques Marquet de Montbreton de Norvins.

Elle porte le nom de Jacques Marquet, baron de Montbreton de Norvins (1769-1854), auteur d'une Histoire de Napoléon Ier.

## Historique
Cette voie est indiquée sur le plan d'Albert Jouvin de Rochefort de 1672.
Cette voie de l'ancienne commune de Montmartre était dénommée « rue Traînée » (nom donné à un piège à loup, on traînait de la viande jusqu'au piège pour y amener l'animal), ou « rue Trenette », entre les rues du Mont-Cenis et des Saules et « rue des Moulins », entre les rues des Saules et Girardon.

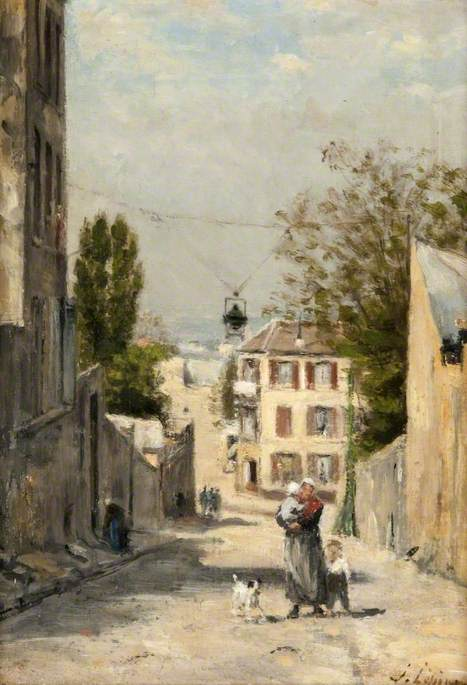
La Rue Norvins, Montmartre
Stanislas Lépine, 1876-1880
Kelvingrove Art Gallery and Museum, Glasgow

Classée dans la voirie parisienne en vertu du décret du 23 mai 1863, elle prend sa dénomination actuelle par un décret du 10 août 1868 :
Décret du 10 août 1868
« Napoléon, etc., 

Sur le rapport de notre ministre secrétaire d’État au département de l'Intérieur,
vu l'ordonnance du 10 juillet 1816 ;
vu les propositions de M. le préfet de la Seine ;
avons décrété et décrétons ce qui suit :
Article 14. — La rue des Moulins et la rue Traînée seront réunies sous la dénomination de rue Norvins.
etc.
Article 17. — Notre ministre secrétaire d'État au département de l'Intérieur est chargé de l'exécution du présent décret.
Fait au palais de Fontainebleau, le 10 août 1868. »
Le 7 août 1918, durant la Première Guerre mondiale, un obus lancé par la Grosse Bertha explose au no 11 rue Norvins.
Avec la rue Saint-Rustique, c'est la rue qui a le plus conservé l'image de l'ancien village de Montmartre. Aujourd'hui, cette rue historique est devenue un lieu touristique très animé.

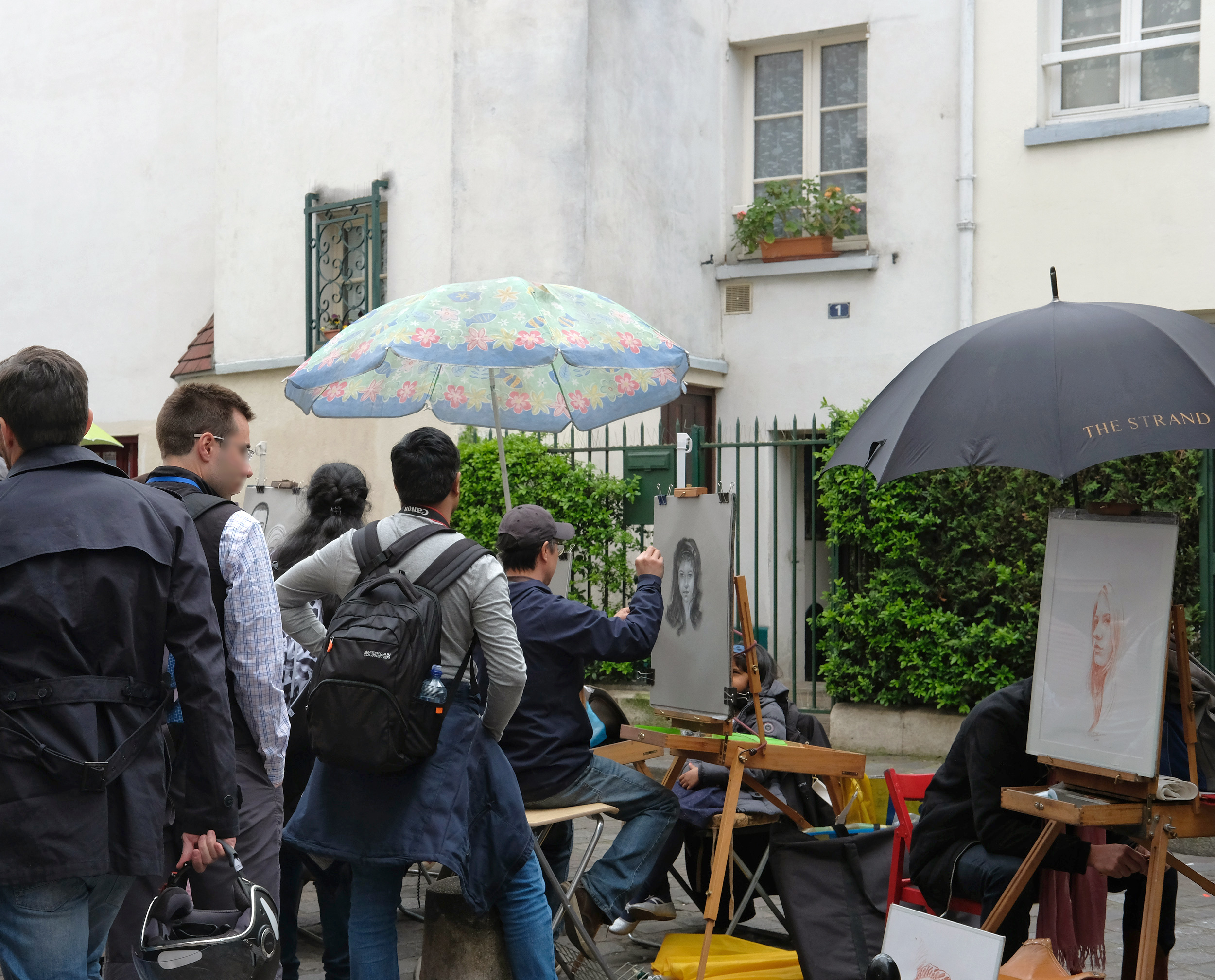
Les portraitistes de la rue Norvins, à proximité de la place du Tertre.

## Bâtiments remarquables et lieux de mémoire

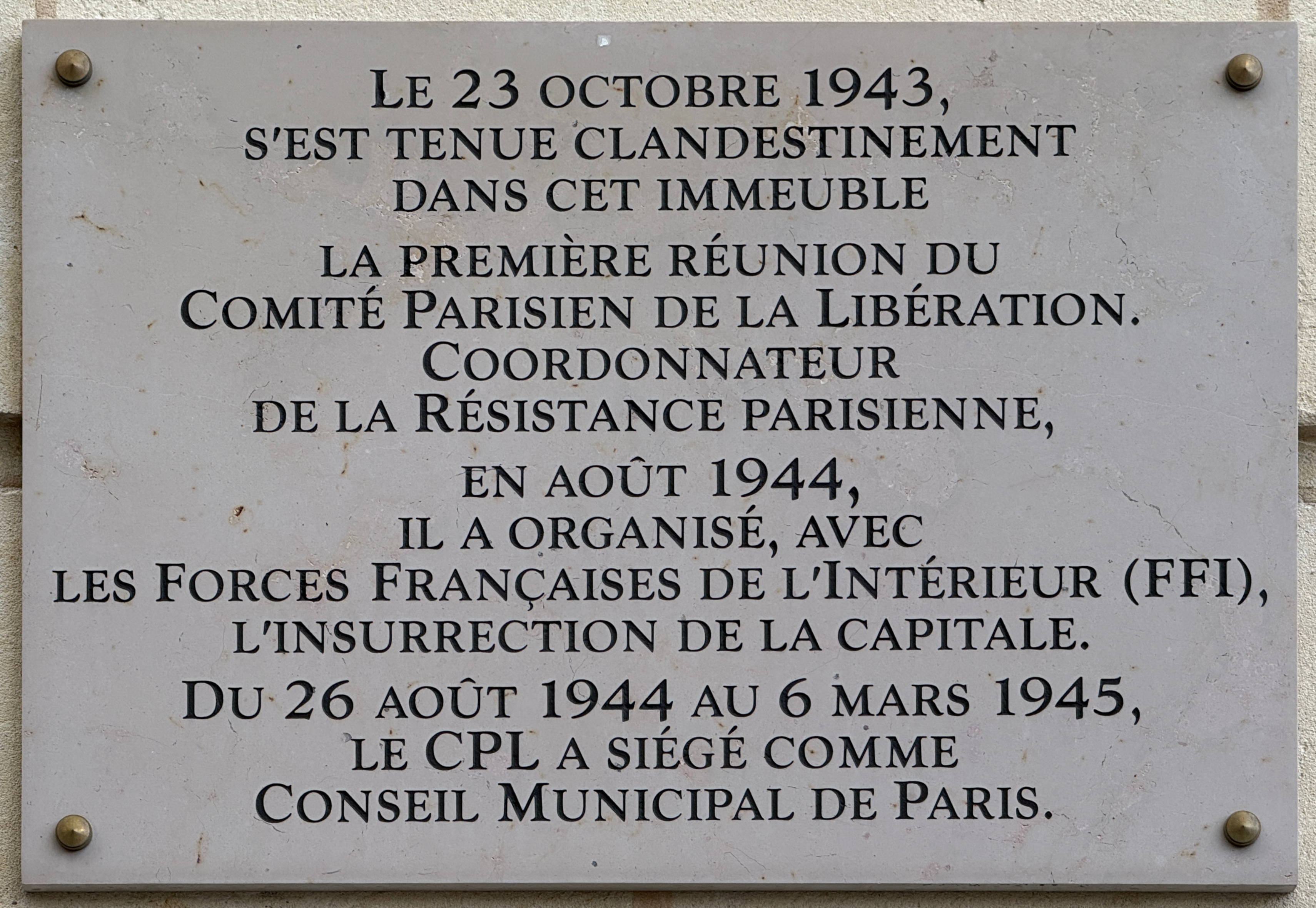
Plaque au no 21.

- Au no 2 bis se trouvait l'emplacement des culs de basse-fosse de la prison des Abbesses. Les Bénédictines de Montmartre avaient le droit de basse, moyenne et haute justice depuis 1133, jusqu'à la suppression des justices particulières parisiennes par un édit de Louis XIV en 1674. Leur échelle de justice, comportant potence et carcan, se trouvait sur la place du Tertre[6]. Le bâtiment actuel abrita la seconde mairie de Montmartre ; la première se trouvait rue de La Tour-d’Auvergne. Félix Desportes fut le premier maire extra-muros en 1790. Il y eut conflit entre les deux mairies.
- No 5 : le peintre Alfred Dunet y a vécu.
- Au no  9 : se trouve l'accès de l'impasse Trainée datant du XIVe siècle reliée vers 1960 à la place du Calvaire pour former la rue Poulbot. Bar-crêperie, Le Tire-Bouchon, refuge de Jacques Brel à ses débuts[réf. nécessaire]. Arrivé à Paris en septembre 1953, Jacques Brel y joua à partir de novembre 1953 et résidait non loin de là, à Montmartre, no 3, rue des Trois-Frères. Encore aujourd'hui, des artistes s'y produisent : un pianiste les week-ends et mardis et, parfois, les jeudis et vendredis un chanteur belge et sa guitare : Ivan Aveki[7].
- Au no 9 bis : un château d'eau de Montmartre et la fontaine de ce château datant de 1835, construits par Titeux de Fresnoy dans le style néo-Renaissance[8]. Les sculptures sont de Bandeville.
- No 13 : ici demeura Émile Zola et en 1915 Beatrice Hastings en fait l'acquisition où la rejoint jusqu'en 1916 son amant le peintre Amedeo Modigliani. Elle le remplace par le sculpteur Alfred Pina. Cette maison se compose d'un rez-de-chaussée avec une entrée, une cuisine, un débarras, et une salle à manger, avec à l'arrière un petit jardin.
- No 21, à l'angle avec le 4, rue Girardon : plaque commémorative qui indique que le 23 octobre 1943 y eut lieu la première réunion du Comité parisien de la Libération. Elle se tint chez le résistant Robert Chamfleury, au quatrième étage, tandis qu'à celui du dessus résidait l'écrivain collaborationniste Louis-Ferdinand Céline[9].
- Aux nos 22-22 bis : la folie Sandrin[10]. Une maison de campagne, appelée « folie Sandrin », est construite en 1774 par Sandrin sur un terrain d'un arpent et demi dans le village de Montmartre. La maison est revendue en 1795 à un marchand de vin. En 1806, elle appartient au docteur Prost qui la transforme en clinique pour traiter les malades mentaux. Disciple de Philippe Pinel, il peut y expérimenter des traitements novateurs suivant le principe que « le traitement moral est quelquefois plus efficace que les secours de l'art. Il faut être par caractère disposé à cette douce bienveillance, qui ne se démentant jamais, inspire et fixe la confiance du malade et l'amène à faire sans effort ce qui convient à son état »[réf. nécessaire]. Son succès lui amène une clientèle d'écrivains et d'artistes. La clinique est reprise en 1820 par Esprit Blanche. Il y fait mener à ses pensionnaires, jusqu'au déménagement de l'établissement en 1846 à Passy (à l'hôtel de Lamballe), une paisible vie de famille. En 1841, il y a reçu Gérard de Nerval qui décrit son séjour : « […] il a commencé pour moi ce que j'appellerai l'épanchement du songe dans la vie réelle […]. »[réf. nécessaire] Jean Marais (1913-1998), acteur, metteur en scène, écrivain, peintre et sculpteur, y était propriétaire d'un appartement. Il y vécut à partir de la fin des années 1970 en se partageant entre Paris et sa résidence de Vallauris[11].
- Au no 24 : vécut Marguerite Bermond (1911-1991), artiste peintre.
- No 26 (et 2, place Marcel-Aymé) : immeuble de logements construit en 1912 par l’architecte Charles Adda[12].
À partir de 1930, s'y tient le salon artistique R-26.

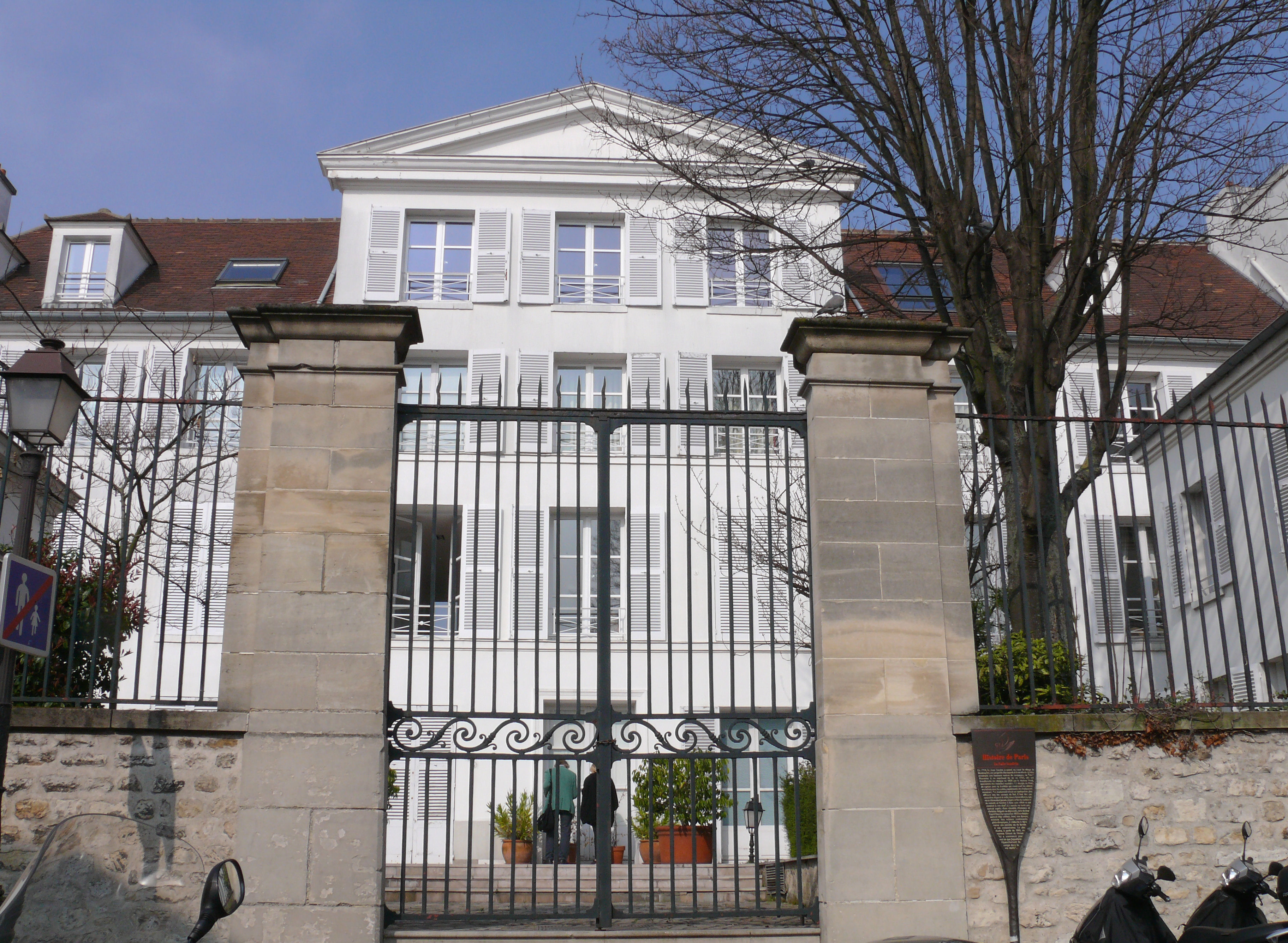
La folie Sandrin.
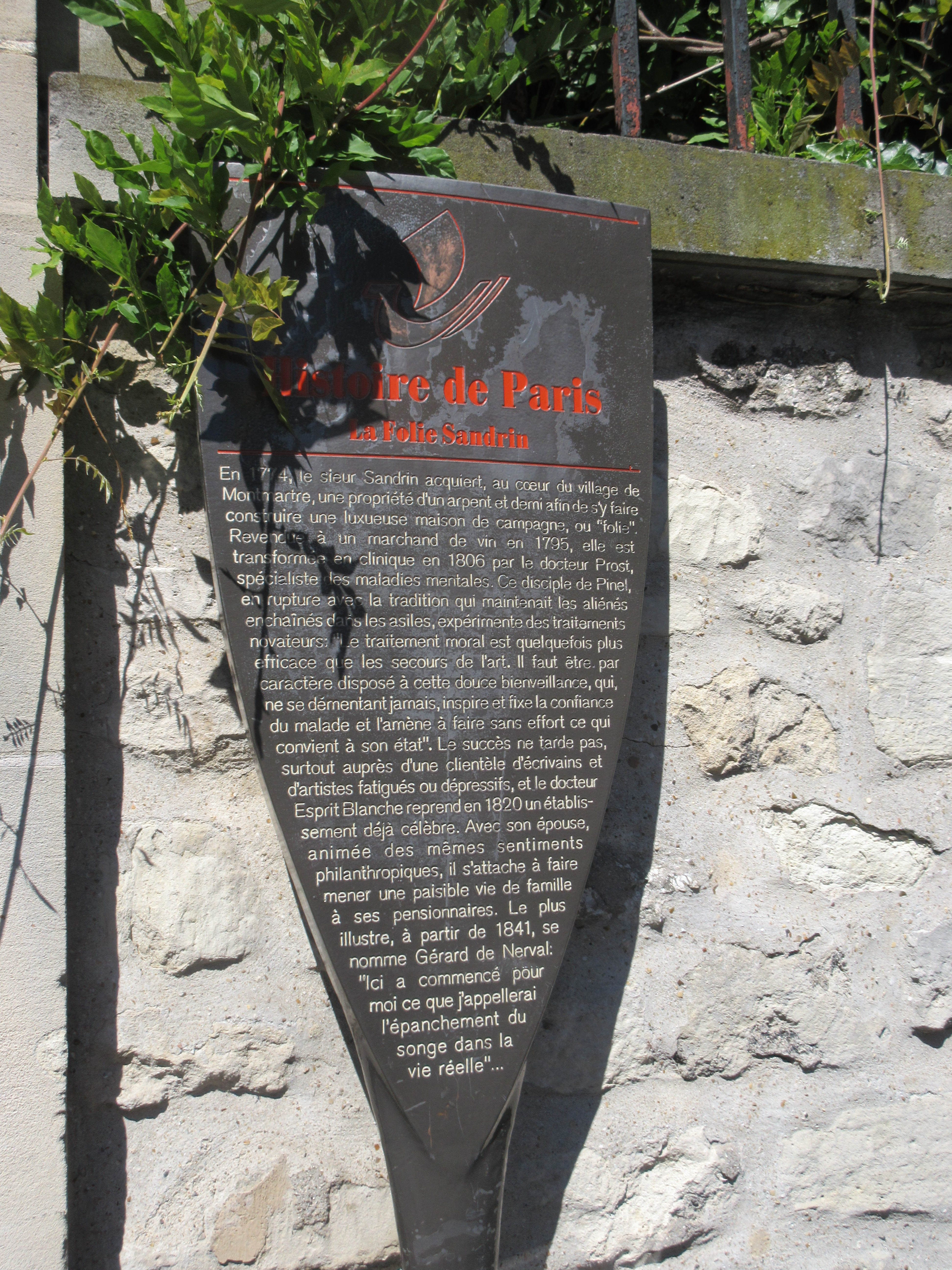
Panneau Histoire de Paris La folie Sandrin.
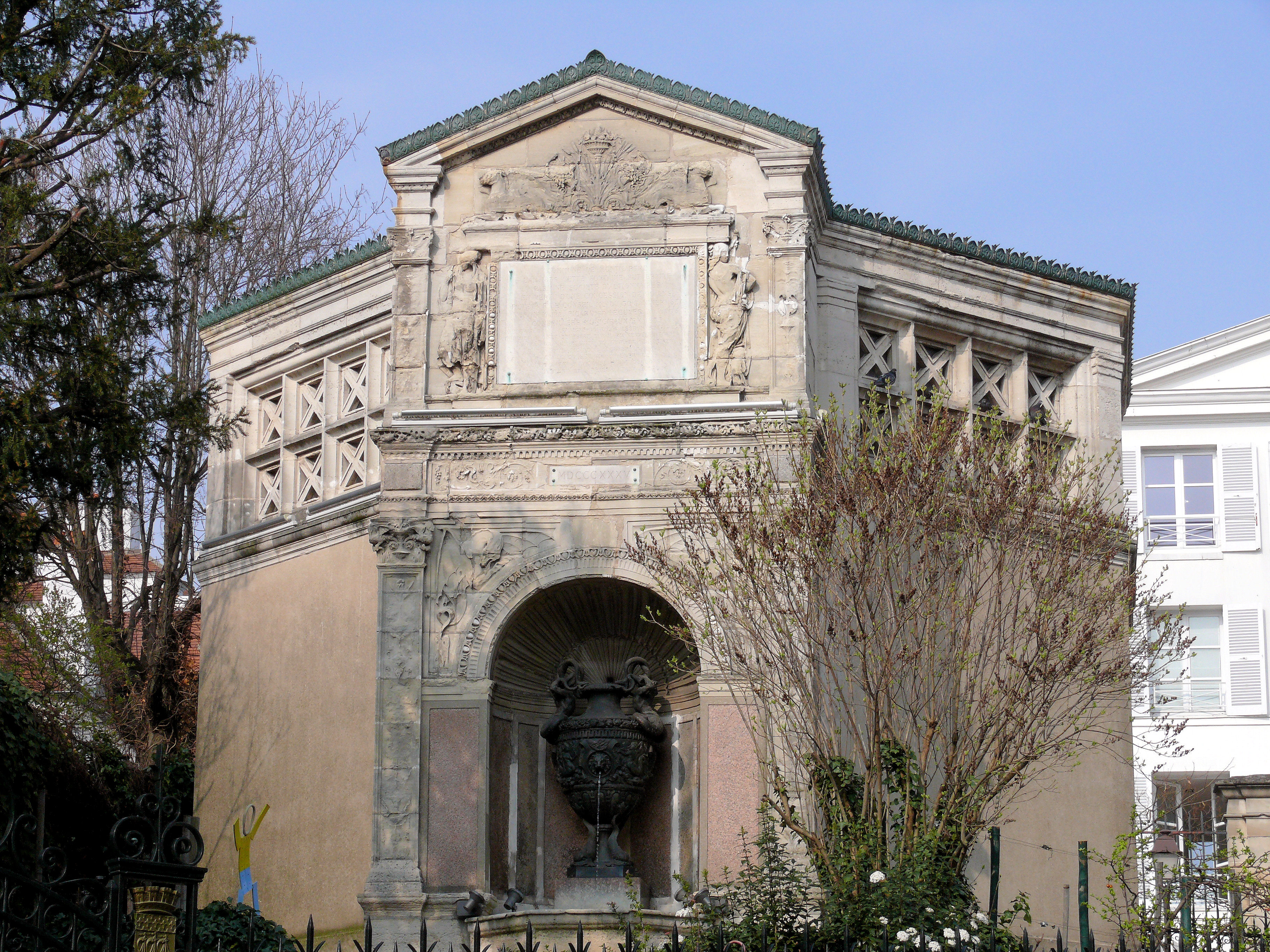
Le réservoir entre la rue Lepic et la rue Norvins.
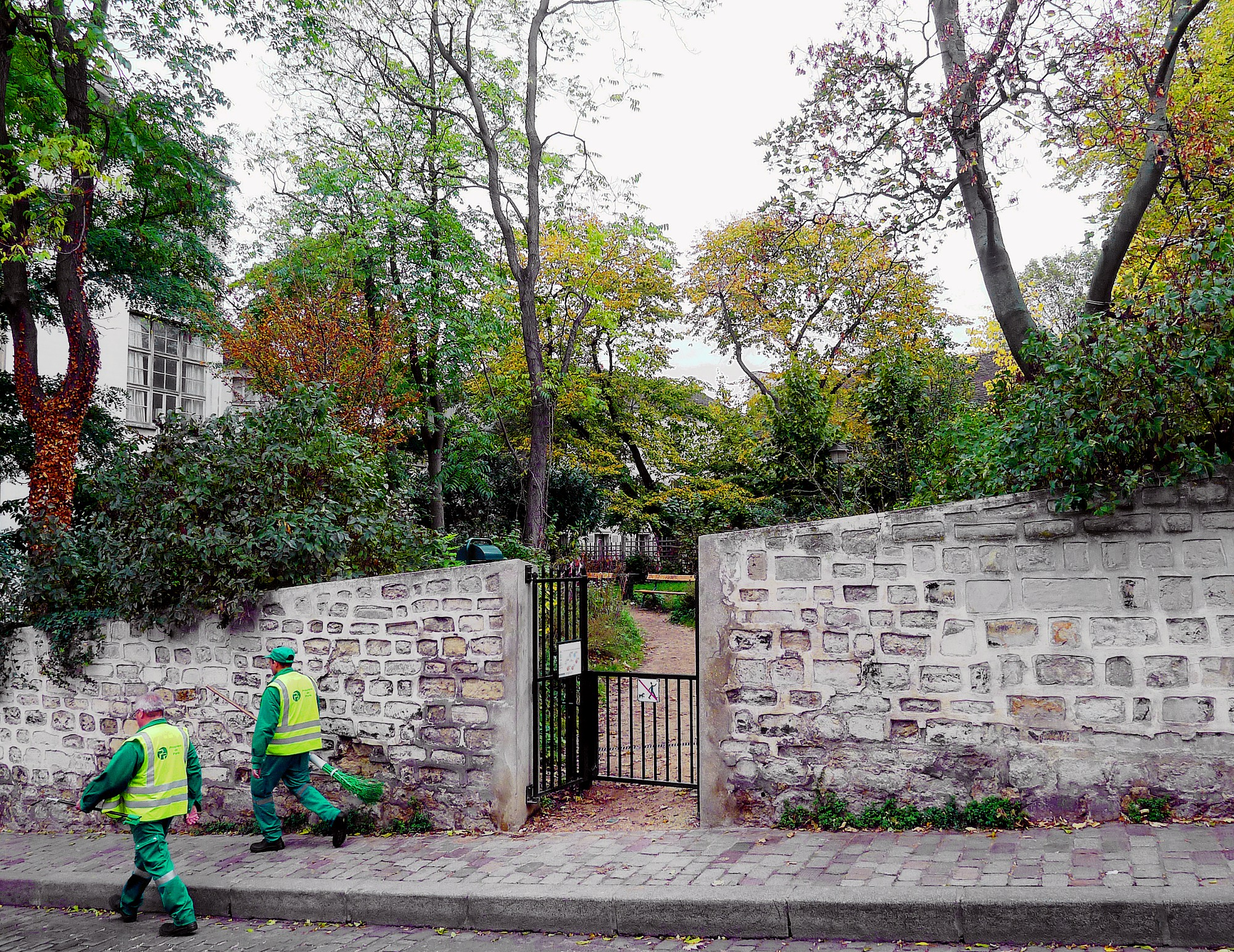
Le jardin Frédéric-Dard.
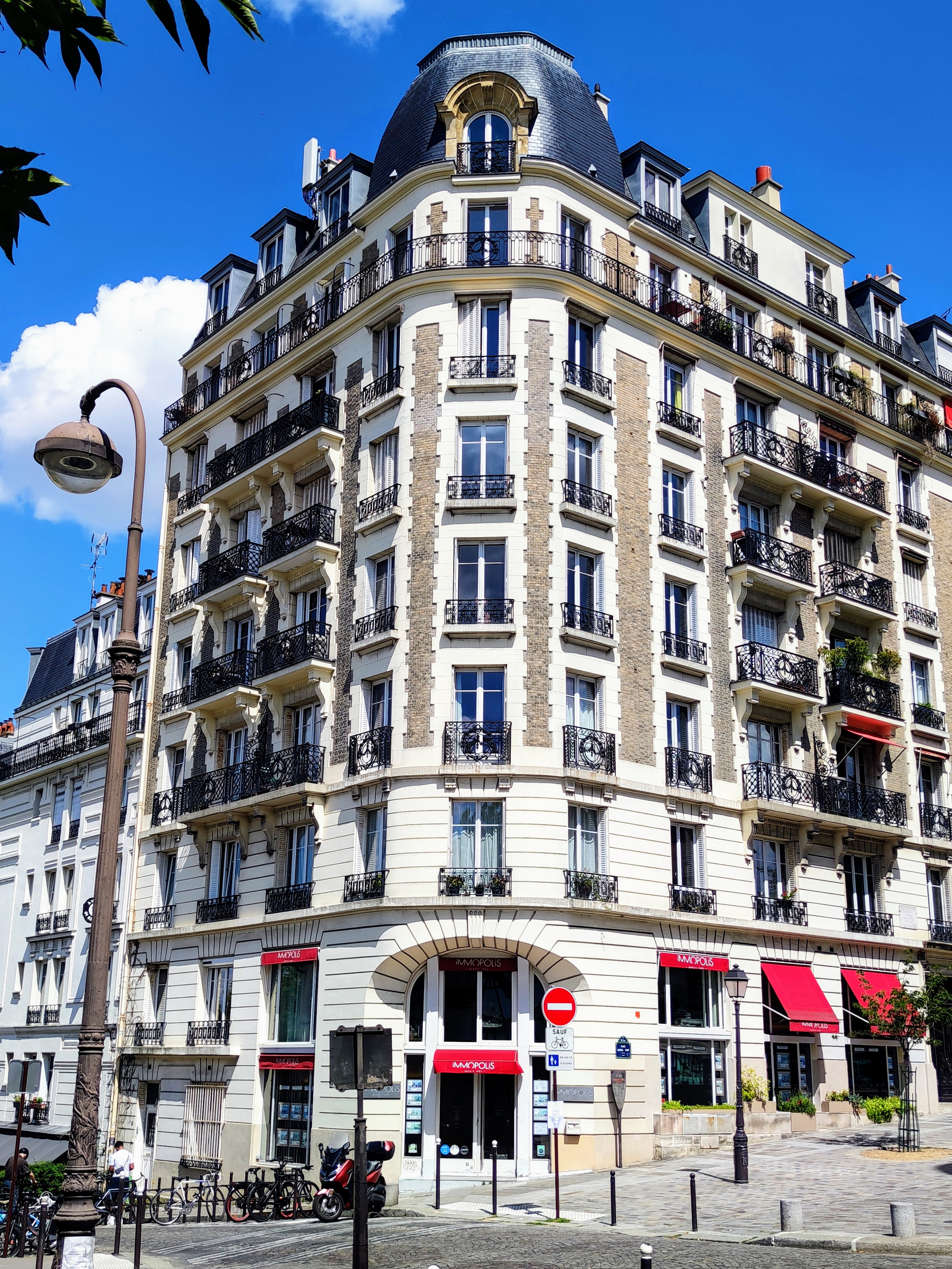
No 26.

### En littérature
Dans la nouvelle Le Passe-muraille (1941) de Marcel Aymé, le personnage de Dutilleul reste coincé dans un des murs d'une maison de la rue Norvins.

« Les noctambules qui descendent la rue Norvins à l'heure où la rumeur de Paris s'est apaisée, entendent une voix assourdie qui semble venir d'outre-tombe et qu'ils prennent pour la plainte du vent sifflant aux carrefours de la Butte. C'est Garou-Garou Dutilleul qui lamente la fin de sa glorieuse carrière et le regret des amours trop brèves. »